# Macdougal Bay
Die Macdougal Bay ist eine kleine Bucht an der Nordküste von Laurie Island im Archipel der Südlichen Orkneyinseln. Sie wird im Westen durch die Ferguslie- und im Osten durch die Watson-Halbinsel eingefasst.
Teilnehmer der Scottish National Antarctic Expedition (1902–1904) kartierten die Bucht im Jahr 1903. Expeditionsleiter William Speirs Bruce benannte sie nach James Macdougal, dritter Maat auf dem Forschungsschiff Scotia.